# Gillian Justiana
Gillian Justiana (Zwolle, 5 de março de 1991) é um futebolista profissional curaçauense que atua como atacante.

## Carreira
Gillian Justiana integrou a Seleção Curaçauense de Futebol na Copa Ouro da CONCACAF de 2017.